# 阿格尼航空
阿格尼航空是一間成立於2006年的尼泊爾航空公司，以經營國內航線為主，後於2012年因破产而結束營運。

## 機隊
- 2架多尼爾228

## 外部連結
- 阿格尼航空